# Acylophorus hova
Acylophorus hova  (лат.) — вид жуков-стафилинид из подсемейства Staphylininae. 

## Распространение
Остров Мадагаскар, Ankarafantsika National Park, 16 18' 10.7" S, 46 48' 47.1" E.

## Описание
Мелкие жуки с вытянутым телом, длина от  6,5 до 7,7 мм. Основная окраска коричневая и красно-коричневая, ноги светлее. Голова субовальная, в 0,94—1,05 раз шире своей длины, блестящая, тонко и редко микроскульптирована. Пронотум блестящий, слега поперечный, в 1,2 раз шире своей длины. Надкрылья сильно поперечные, в 1,5 раз шире своей длины. Вид был впервые описан в 2018 году. Сходен с Acylophorus montanus, отличаясь более широким пронотумом, расширенным в задней своей части и более светлым, чем усики, а также более плотно пунктированным брюшком.